# Fartmätare (luftfartyg)
En fartmätare eller hastighetsmätare i ett luftfartyg visar farten relativt luften i  färdriktningen. Farten baseras på det dynamiska tryck som uppstår när luftfartyget tvingar sig fram genom luften. Ett pitotrör, med den öppna änden i flygriktningen, ger summan av det statiska trycket (lufttrycket på aktuell höjd) och det dynamiska trycket. Summan kallas totaltryck eller stagnationstryck. För att kunna visa farten behöver man renodla det dynamiska trycket, som man får genom att subtrahera det statiska trycket från totaltrycket. Detta görs till exempel genom att de två trycken får verka på var sin sida av ett membran, som därigenom buktar ut enbart i proportion till det dynamiska trycket. Detta membran finns i enklare luftfartygs fartmätare inbyggt i mätaren och utbuktningen överförs genom en utväxling till en visare, som kalibrerats att visa farten. Det statiska trycket (lufttrycket) erhålls på mindre flygplan oftast genom ett litet hål på ett lämpligt ställe på sidan av flygplankroppen, som känner av lufttrycket, vilket leds till fartmätaren (och till höjdmätaren).  I de flesta tekniskt avancerade flygplan kombineras pitotröret och det så kallade statiska uttaget i samma enhet, som dessutom är elektriskt uppvärmd för att förhindra isbildning i och runt röret. Även den kombinerade pitot-statiska givaren brukar kallas pitotrör. 

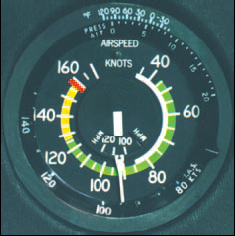
Fartmätare för ett relativt långsamt luftfartyg

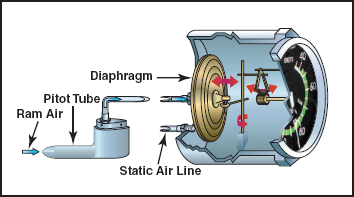
Funktionen hos en konventionell fartmätare

Enkelt pitotrör överst, kombinerat nedtill, röret för enbart statiskt tryck emellan är mindre vanligt

Den fart som visas är endast korrekt vid havsytans nivå. På högre höjder visar fartmätaren allt lägre farter än den verkliga i förhållande till luften. Den fart som presenteras för piloten kallas indikerad fart, indicated airspeed IAS på engelska, som är det internationella språket inom flyget. Vid höga farter är en Machmätare av större betydelse för luftfartygets säkra framförande med tanke på luftfartygets aerodynamiska begränsningar (till exempel lämpligt fartområde genom turbulent område och maximalt tillåten fart). 
Den verkliga farten relativt luften kallas True Airspeed (TAS) och måste beräknas. Farten i förhållande till marken uppmäts numera med hjälp av GPS, men måste tidigare beräknas med kännedom om vindhastigheten (vindstyrka och vindriktning) samt TAS. 
Machtal och TAS beräknas normalt av en dator, på engelska air data computer, kopplad till det kombinerade pitot-statiska röret eller pitotröret och det statiska uttaget. För beräkningarna krävs även en temperaturgivare, eftersom luftens temperatur påverkar ljudhastigheten i luften, som ligger till grund för beräkning av TAS.
Ett luftfartygs fart i vertikal led (stig- eller sjunkfart) visas med en variometer.

## Approximativ beräkning av farten med hjälp av det dynamiska trycket
Bernoullis ekvation kan användas för att beräkna farten med hjälp av det dynamiska trycket enligt följande. Då antas att luften är inkompressibel, det vill säga att densiteten {\displaystyle {\rho }} är konstant, vilket ger måttliga fel på låg höjd vid låg underljudsfart, i praktiken under 10 000 ft (cirka 3 000 m) och 200 knop (cirka 350 km/tim). 
totaltrycket (stagnationstrycket) = statiska trycket + dynamiska trycket (q)
Detta kan också skrivas
{\displaystyle p_{t}=p_{s}+q=p_{s}+{\frac {\rho v^{2}}{2}}}
Om man löser ut farten får man
{\displaystyle v={\sqrt {\frac {2(p_{t}-p_{s})}{\rho }}}}
där
- {\displaystyle v} är farten (TAS) (m/s)
- {\displaystyle p_{t}} är totaltrycket (Pa)
- {\displaystyle p_{s}} är statiska trycket (lufttrycket på aktuell flyghöjd) (Pa)
- {\displaystyle \rho } är densiteten hos luften (kg/m3)
- {\displaystyle q} är dynamiska trycket vid inkompressibel strömning (Pa)

## Indikerad fart som funktion av flyghöjden
Som nämnts minskar indikerad fart med höjden för samma verkliga fart (TAS) gentemot luften. Detta framgår om man i stället för Bernoullis ekvation för inkompressibel strömning använder motsvarande ekvation för kompressibel strömning. Den fart som idealiskt skulle visas på fartmätaren kallas för kalibrerad fart (CAS, calibrated airspeed på engelska). Indikerad fart, IAS, är däremot den fart som i verkligheten skulle visas av en felfri fartmätare och som bland annat publiceras i luftfartygets flyghandbok, där luftfartygets begränsningar publiceras. Anledningen är att man normalt har mätfel, som brukar kallas platsfel, eftersom man normalt inte lyckas hitta en helt perfekt plats för pitotrör och statiskt uttag. Dessa mätfel tar man hänsyn till i informationen till piloten. Individuella instrumentfel tillkommer dessutom, men dessa måste hållas på en acceptabel, låg nivå. 
För verklig, kompressibel strömning motsvarar {\displaystyle \;P_{t}=P+q_{c}} Bernoullis ekvation.
För kalibrerad fart gäller följande samband vid underljudsfart:
{\displaystyle CAS=a_{0}{\sqrt {5\left[\left({\frac {q_{c}}{P_{0}}}+1\right)^{\frac {2}{7}}-1\right]}}}
Fartmätaren kan således kalibreras genom att leda in {\displaystyle q_{c}}  (det dynamiska trycket vid verklig, kompressibel strömning) på den ena sidan av membranet och {\displaystyle {P_{0}}} på den andra. Storleken på {\displaystyle q_{c}}  kan beräknas med hjälp av uttrycket:
{\displaystyle \;q_{c}=P\left[\left(1+0.2M^{2}\right)^{\tfrac {7}{2}}-1\right]} ,
där {\displaystyle P} sätts lika med {\displaystyle {P_{0}}}, eftersom fartmätaren kalibreras vid höjden 0.
Beteckningar:
- {\displaystyle M} = Machtal
- {\displaystyle P} = lufttryck på aktuell flyghöjd
- {\displaystyle P_{t}} = totaltryck (dynamiskt tryck + lufttryck på aktuell flyghöjd)
- {\displaystyle {P_{0}}} = standardtrycket på havsytans nivå (101325 {\displaystyle N/m^{2}})
- {\displaystyle {a_{0}}} = ljudhastigheten i luft vid 15°C (340,29 m/s)

Som framgår av uttrycket för {\displaystyle q_{c}}  (det dynamiska trycket vid verklig, kompressibel strömning) är detta vid samma Machtal direkt proportionellt mot det statiska trycket (lufttrycket). Eftersom lufttrycket minskar med höjden minskar även {\displaystyle q_{c}}  med höjden om Machtalet hålls konstant. Av uttrycket för CAS framgår att även CAS minskar vid minskande {\displaystyle q_{c}}.
Den första tabellen nedan visar att CAS måste minskas med höjden om piloten skulle försöka hålla verklig fart i förhållande till luften, TAS, konstant. Å andra sidan har piloten normalt ingen information om TAS. Håller piloten i stället CAS konstant kommer TAS att öka med höjden, vilket framgår av den andra tabellen. Machtalet ökar med höjden vid samma TAS, vilket framgår av den första tabellen. Anledningen är att ljudhastigheten minskar med ökande höjd. Ljudhastigheten är exempelvis vid marknivå 340 m/s och på 5000 m höjd (16400 ft) 320 m/s. 
| Höjd, meter | CAS (knop) | Machtal |
| ----------- | ---------- | ------- |
| 0           | 250        | 0,378   |
| 1000        | 239        | 0,382   |
| 2000        | 227        | 0,387   |
| 3000        | 217        | 0,391   |
| 4000        | 206        | 0,396   |
| 5000        | 196        | 0,401   |
| 6000        | 185        | 0,406   |
| 7000        | 176        | 0,412   |
| 8000        | 166        | 0,417   |
| 9000        | 157        | 0,423   |
| 10000       | 148        | 0,429   |

| Höjd, meter | TAS (knop) | Machtal |
| ----------- | ---------- | ------- |
| 0           | 250        | 0,378   |
| 1000        | 262        | 0,400   |
| 2000        | 275        | 0,425   |
| 3000        | 288        | 0,451   |
| 4000        | 302        | 0,479   |
| 5000        | 318        | 0,510   |
| 6000        | 334        | 0,544   |
| 7000        | 352        | 0,580   |
| 8000        | 371        | 0,619   |
| 9000        | 391        | 0,662   |
| 10000       | 412        | 0,708   |